# Pterogonaspis yuhaii
Pterogonaspis yuhaii è un pesce agnato estinto, appartenente ai galeaspidi. Visse nel Devoniano inferiore (circa 419 - 411 milioni di anni fa) e i suoi resti fossili sono stati ritrovati in Cina. 

## Descrizione
Questo galeaspide possedeva uno scudo cefalico dal processo rostrale allungato e appuntito, e due "corna" laterali sottili. Altre due corna più interne e posteriori erano ben sviluppate. Lo scudo cefalico era lungo circa 6 centimetri. Come tutti i galeaspidi, anche Pterogonaspis era dotato di un'apertura mediana dorsale sullo scudo cefalico; in questo genere essa era a forma di fessura, stretta e allungata. Il sistema sensoriale era composto da tre paia di canali traversi laterali. L'ornamentazione dello scudo cefalico era costituita da un pattern di piccoli tubercoli. 

## Classificazione
Pterogonaspis è un tipico rappresentante degli Eugaleaspididae, un gruppo ben conosciuto di galeaspidi con la classica apertura mediana a fessura. La specie Pterogonaspis yuhaii venne descritta per la prima volta nel 1992 da Zhu, sulla base di un fossile rinvenuto nella zona di Qujing, nello Yunnan in Cina. 